# 卡拉別利夫卡
48°42′9″N 29°38′13″E / 48.70250°N 29.63694°E
卡拉別利夫卡（烏克蘭語：Карабелівка），是烏克蘭的村落，位於該國西南部文尼察州，由海辛區負責管轄，始建於1750年，面積0.15平方公里，海拔高度214米，2001年人口630。